# Avga opaca
Avga opaca är en stekelart som först beskrevs av Hellen 1957.  Avga opaca ingår i släktet Avga och familjen bracksteklar. Utöver nominatformen finns också underarten A. o. singularis.